# Ploskovská kaštanka
Ploskovská kaštanka je rozsáhlé chráněné stromořadí téměř pěti set jírovců a lip v katastru obce Lhota na jihozápadě okresu Kladno. Jedná se o nejvýznamnější uskupení památných stromů na území Chráněné krajinné oblasti Křivoklátsko.

## Základní údaje
Alej se prostírá jižně od osady Ploskov v nadmořské výšce od 420 do 448 m. Tvarem se nejedná o jednoduchou řadu stromů, alej připomíná nepravidelné převrácené písmeno Y, jehož nohu a jihozápadní rameno představuje silnice II/116 (Lány – Nižbor) v úseku, začínajícím v západním sousedství Ploskova a táhnoucím se od Ploskova k jihu. Přibližně v polovině se v nejvyšším bodě (východní úbočí vrchu Vysoké Mýto) alej větví a druhé rameno pomyslného Y vybíhá jihovýchodním směrem, kde sleduje širokou cestu ve směru na Bratronice. Celková délka stromořadí dosahuje přibližně 2,7 km.

## Historie a ochrana
Ploskovská kaštanka byla založena kolem roku 1850 z iniciativy tehdejších majitelů křivoklátského panství Fürstenberků. Roku 1997 ji správa CHKO Křivoklátsko prohlásila za památné, a tedy zvláště chráněné stromy. V době vyhlášení bylo druhové složení aleje tvořené 400 stromy následující:
- jírovec maďal (Aesculus hippocastanum) 327 ks
- lípa malolistá (Tilia cordata) 63 ks
- jeřáb břek (Quercus torminalis) 4 ks
- olše lepkavá (Alnus glutinosa) 3 ks
- dub zimní (Quercus petraea) 3 ks

Stáří většiny stromů přesahovalo 90 až 150 let, obvody jejich kmenů měřily od 150 do 300 cm, výška až 20 m; v posledním desetiletí probíhá celkové ošetřování a byla uskutečněna nová výsadba na místě chybějících nebo sešlých stromů.
¹) Během revize v roce 2010 bylo zjištěno, že stav chráněné aleje neodpovídá vyhlašovací dokumentaci. Byly zjištěné rozdíly v druhové skladbě, počtu jedinců, zdravotním stavu i nesrovnalosti v pozemcích. Z popsaných důvodů byla ochrana objektu ke 14. září 2011 ukončena, situace využito k odstranění šesti stromů v havarijním stavu a jejich náhradě novými. Dne 24. ledna 2012 byla ochrana znovu vyhlášena, ovšem v mírně odlišném rozsahu o celkovém počtu 465 stromů:
- jírovec maďal (Aesculus hippocastanum) 399 ks
- lípa malolistá (Tilia cordata) 55 ks
- dub letní (Quercus probur) 4 ks
- jeřáb břek (Quercus torminalis) 3 ks
- olše lepkavá (Alnus glutinosa) 2 ks
- habr obecný (Carpinus betulus) 1 ks
- buk lesní (Fagus sylvatica) 1 ks

## Další zajímavosti
Obec Lhota pokládá Ploskovskou kaštanku za svou významnou pamětihodnost – na obecních symbolech, vlajce a znaku, udělených roku 2000, figuruje právě jírovcový list, coby narážka na toto stromořadí. Od roku 1999 obec každým rokem v květnu pořádá Slavnost rozkvetlé kaštanky.

## Fotogalerie

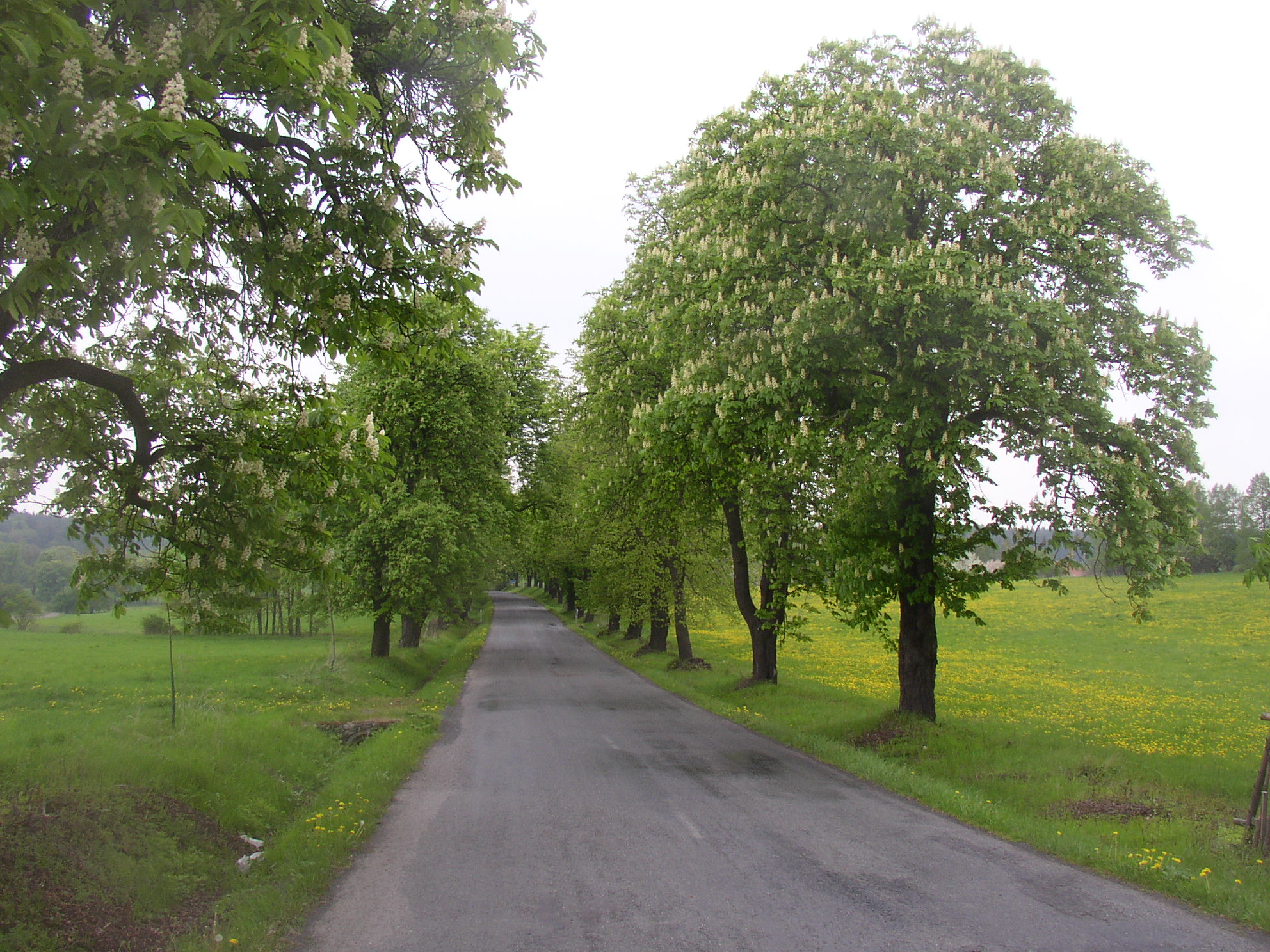
Uprostřed aleje
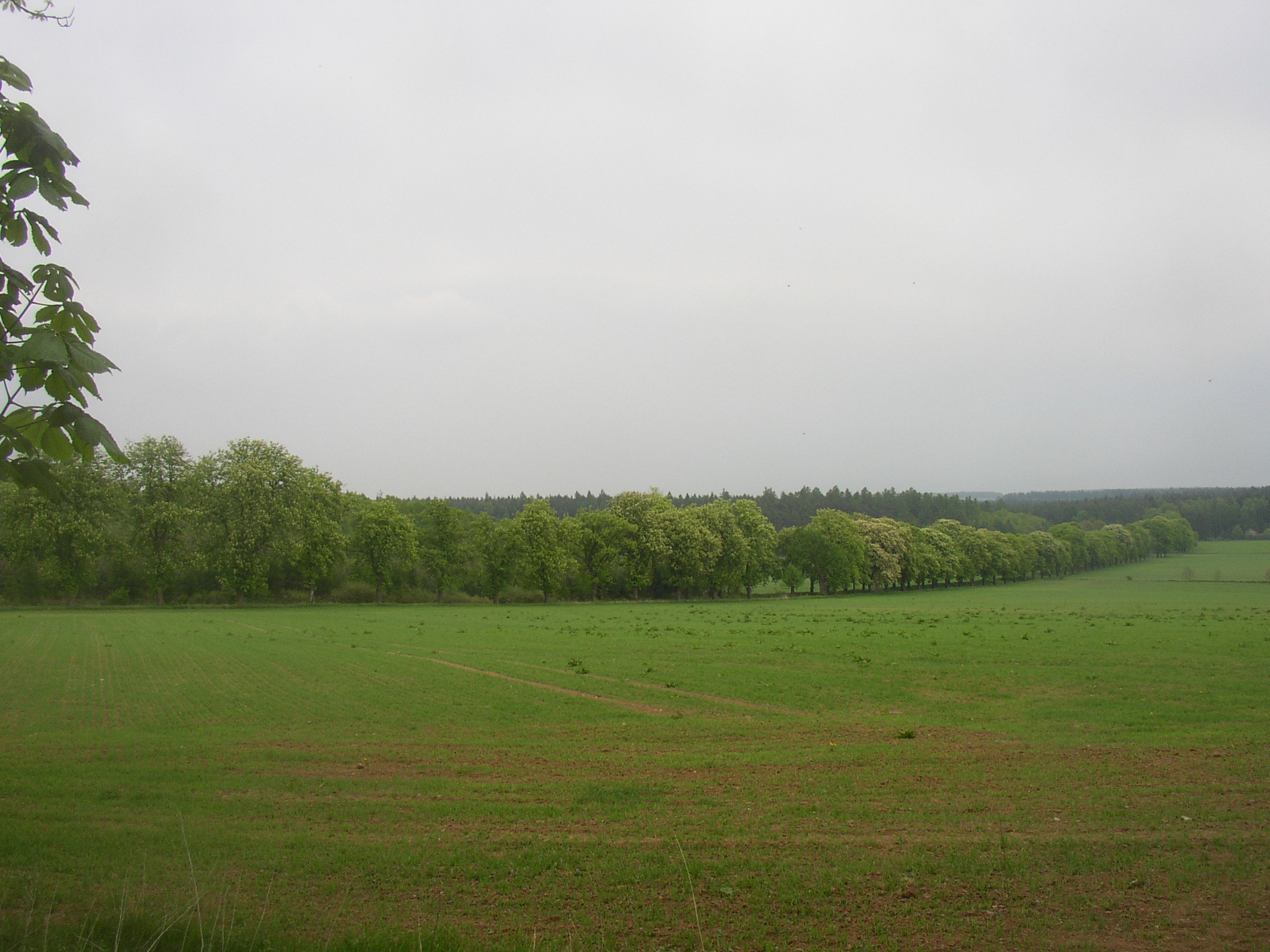
Celkový pohled na jihovýchodní rameno aleje
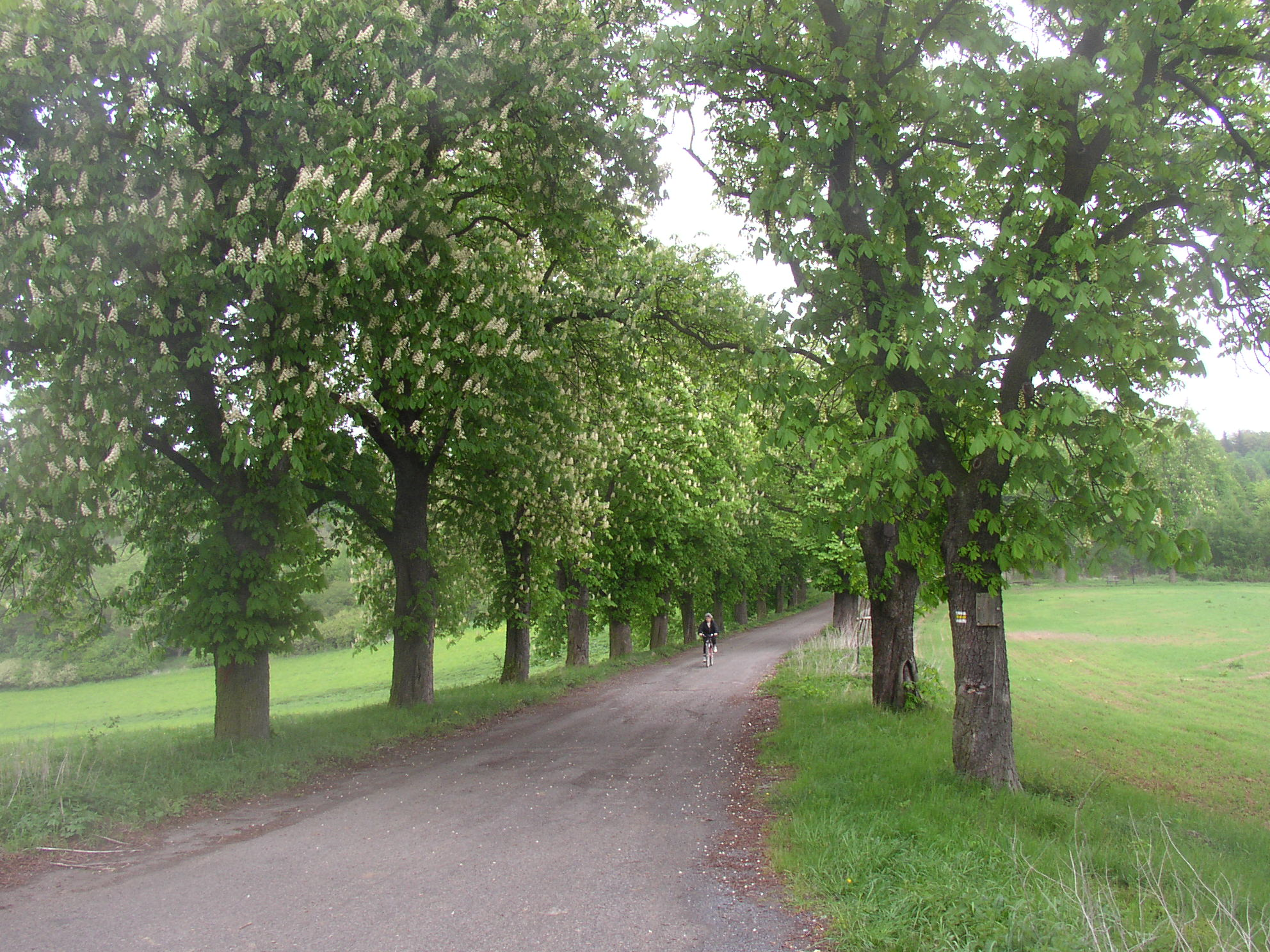
Příčná cesta mezi rameny uprostřed aleje
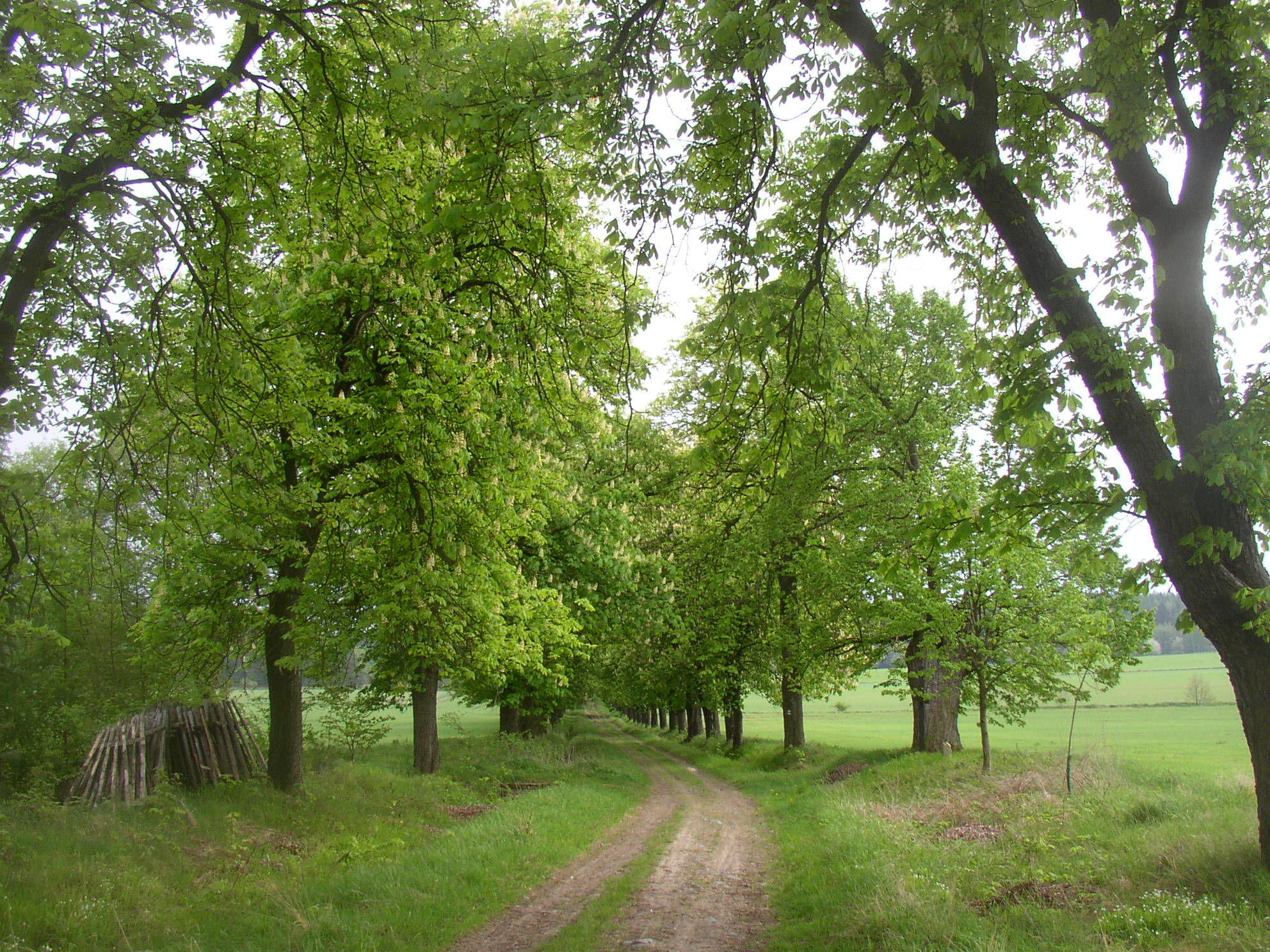
Jihovýchodní cesta

## Památné a významné stromy v okolí
- Dohodový dub
- Zajícův dub
- Žilinský jasan
- Lhotská lípa
- Bratronická lípa